# アンダーグラフ・真戸原直人のビューティフルニッポン
『アンダーグラフ・真戸原直人のビューティフルニッポン』（アンダーグラフ まとはらなおとのビューティフルにっぽん）は、文化放送で2013年10月5日から2014年3月22日に放送されていたラジオ番組。
この番組では、アンダーグラフの真戸原直人が、「今、何をすべきか」を問いかけながら、その「ユビサキ」から音楽に乗せ、この時代へ向けて、メッセージを発信するものであった。

## パーソナリティ
- 真戸原直人（アンダーグラフ）

## 放送時間
- 毎週土曜 20:50 - 21:00